# Chelakkara
Chelakkara es una ciudad censal situada en el distrito de Thrissur en el estado de Kerala (India). Su población es de 7528 habitantes (2011). Se encuentra a 25 km de Thrissur y a 66 km de Cochín.

## Demografía
Según el censo de 2011 la población de Chelakkara era de 7528 habitantes, de los cuales 3535 eran hombres y 3993 eran mujeres. Chelakkara tiene una tasa media de alfabetización del 93,62%, inferior a la media estatal del 94%: la alfabetización masculina es del 96,01%, y la alfabetización femenina del 91,57%.